# Abraxas viduata
Abraxas viduata är en fjärilsart som beskrevs av W. Warren 1898. Abraxas viduata ingår i släktet Abraxas och familjen mätare. Inga underarter finns listade i Catalogue of Life.